# Vadsbro socken
Vadsbro socken i Södermanland ingick i Oppunda härad, ingår sedan 1971 i Flens kommun och motsvarar från 2016 Vadsbro distrikt.
Socknens areal är 47,62 kvadratkilometer, varav 39,18 land. År 2000 fanns här 336 invånare.   Godsen Lagmansö och Hedenlunda, orten Vadsbro samt sockenkyrkan Vadsbro kyrka ligger i socknen.  

## Administrativ historik
Vadsbro socken har medeltida ursprung.  
Vid kommunreformen 1862 övergick socknens ansvar för de kyrkliga frågorna till Vadsbro församling och för de borgerliga frågorna till Vadsbro landskommun. Landskommunen inkorporerades 1952 i Bettna landskommun som upplöstes 1971 då denna del uppgick i Flens kommun. Församlingen uppgick 2010 i Bettna församling.
1 januari 2016 inrättades distriktet Vadsbro, med samma omfattning som församlingen hade 1999/2000.  
Socknen har tillhört län, fögderier, tingslag och domsagor enligt vad som beskrivs i artikeln Oppunda härad.  De indelta soldaterna tillhörde Södermanlands regemente, Liv- och Oppundas kompanier.

## Geografi
Vadsbro socken ligger öster om Katrineholm med sjön Veckeln i nordväst och Långhalsen i söder. Socknen är sjörik och kuperad skogs och odlingsbygd.

## Fornlämningar
Från bronsåldern finns flera gravrösen och skärvstenshögar. Från järnåldern finns 22 gravfält med en skeppssättning. Tre fornborgar och en runristning har påträffats.

## Namnet
Namnet (1314 Wazbro) kommer från en gård och betyder 'bron vid vadstället' eller 'bron vid Vad'.